# Sara Pereira
Sara Pereira (ur. 3 sierpnia 1990) – brazylijska lekkoatletka, tyczkarka.
Podczas rozegranych w sierpniu 2009 w São Paulo młodzieżowych mistrzostw kraju Pereira zdobyła złoty medal ustanawiając juniorski rekord Ameryki Południowej – 4,07 m. Złota medalistka mistrzostw Ameryki Południowej w kategorii juniorów oraz młodzieżowców.

## Rekordy życiowe
- skok o tyczce – 4,20 (2012)